# Carbón dulce

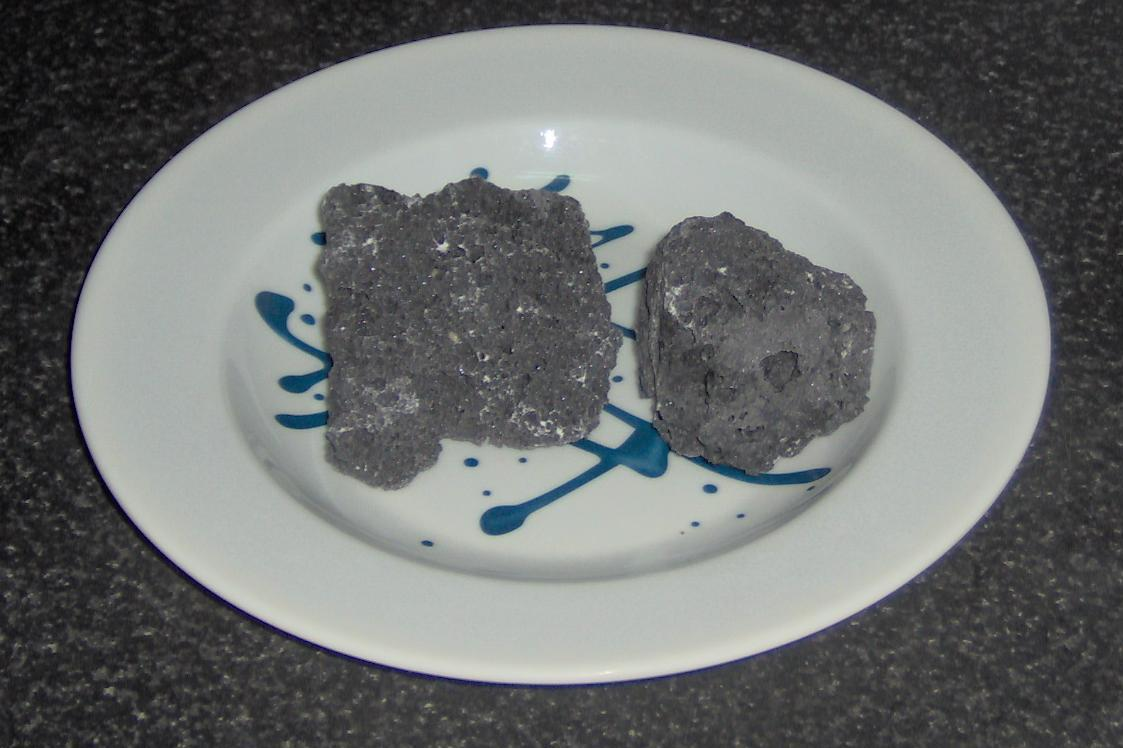
Dos trozos de carbón dulce.

El carbón dulce es una golosina típica de fechas navideñas, hecha principalmente a base de azúcar, que se asemeja visualmente al carbón. Es de aspecto negro y rocoso, de consistencia no muy dura y con un color gris oscuro. Se suele regalar el 6 de enero a los niños malos que no se han portado bien durante el año, basándose en la tradición española según la cual a los niños de buen comportamiento les regalan juguetes y dulces  los Reyes Magos, mientras que a los que se han portado mal se les trae como castigo carbón por parte de la figura de un carbonero, leñador u hombre del monte.
El origen de esta tradición está en el personaje de Carbonilla, pues con el paso de los años, apareció esta golosina como alternativa al carbón natural, para evitar la crueldad de regalar a un niño un sucio trozo de carbón. Incluso es costumbre regalar carbón dulce a los niños que se han portado bien o a los que no se han portado del todo bien, como recordatorio o advertencia de lo que puede pasar si durante el año siguiente no se comportan como deben. También se puede establecer la distinción entre el carbón dulce y el carbón en función de si el comportamiento ha sido intermedio (regular) o directamente malo.

## Receta
El carbón dulce es preparado a base de azúcar y agua (denominado glasa). El modo de elaboración consiste en conseguir una especie de espuma que, al enfriarse, se parece al carbón, de ahí el nombre. Eso sí, previamente hay que colorear el compuesto con humo o colorante negro.
El primer paso es preparar la glasa en frío: azúcar lustre en un 80% y agua en un 20%, hasta obtener una masa homogénea a la que se agregará color para que obtenga su aspecto tradicional.
Seguidamente se prepara un jarabe también con agua y azúcar común, hasta que alcanza el punto de caramelo blando, lo cual sucede aproximadamente a 128 °C. Al conseguirlo, se retira del fuego y se añade la glasa elaborada anteriormente. Sin dejar de remover en círculos, se verá que el conjunto esponja y sube en forma de espuma. Tras dejarlo enfriar se tiene el dulce listo para comer.